# سبزوار (مقاطعة دورة)
سبزوار (بالفارسية: سبزوار) هي قرية تقع في قسم ويسيان الريفي (مقاطعة دورة) في إيران. يقدر عدد سكانها بـ 820 نسمة .